# Norwan Dorsa
I Norwan Dorsa sono una struttura geologica della superficie di Venere.